# Aroga aristotelis
Aroga aristotelis — вид лускокрилих комах з родини виїмчастокрилі молі (Gelechiidae).

## Поширення
Вид поширений у Франції, Іспанії, Італії, Україні, Румунії, Болгарії та Греції, а також на Криті, Сицилії та Канарських островах. Він також був зареєстрований у Туреччині, Ізраїлі, Уральських горах, Ірані і Туркменістані.

## Спосіб життя
Личинки живляться Astragalus echinus. Вони видобувають листя рослини-господаря. Личинки живуть у шовковистій трубці, покритій піском. Ця трубка проходить від землі до нижнього листя рослини, де життєдіяльність личинок спричиняють плямисті міни. Заляльковування відбувається поза шахтою. Личинки досягають довжини 17–18 мм. Мають блідо-сірувато-зелене тіло з білими лініями та чорно-коричневою головою. Личинки трапляються з травня по червень.